# Planaltina Esporte Clube
Il Planaltina Esporte Clube, noto anche semplicemente come Planaltina, è una società calcistica brasiliana con sede a Planaltina, nel Distretto Federale.

## Storia
Il club è stato fondato il 30 maggio 1963. Il Planaltina ha partecipato al Campeonato Brasileiro Série C nel 1996, dove è stato eliminato alla prima fase.